# Los meses y los días
Los meses y los días es una película mexicana de 1970 escrita y dirigida por el cineasta Alberto Bojórquez, la cual significó su primer largometraje.

## Sinopsis
Cecilia, una inquieta adolescente de clase media de Ciudad de México, comienza a cuestionarse acerca del rol de la Mujer en la sociedad y decide huir del hogar familiar para terminar hospedándose en una casa de huéspedes cuya casera e inquilinas son lesbianas.
La joven consigue trabajo como vendedora ambulante de comida y su nueva vida transcurre sin muchos contratiempos hasta que, al ser testigo involuntario del asesinato de una de sus compañeras, Cecilia termina escapándose de allí y se va a vivir con su amiga Mercedes quien también decidió irse de su casa no sin antes robar el dinero y las joyas de sus padres.
Las dos chicas tratan de rehacer sus vidas hasta que, cuando van a solicitar empleo en una fraudulenta agencia de colocaciones, conocen a Roberto, un joven de clase alta quien hace sus pinitos como pintor y también está viviendo solo. Roberto invita a un amigo suyo y las chicas a una excursión y allí Mercedes tiene su primera experiencia sexual con el amigo de Roberto, por lo que ella decide irse a vivir con él, lo que provoca el enfado de Cecilia.
A raíz de este distanciamiento Cecilia se muda a casa de una mesera quien también se dedica a la prostitución, pero la policía finalmente encuentra a la menor y es devuelta a casa de sus padres. Cecilia vuelve a huir poco después y al no encontrar a Mercedes termina viviendo con Roberto, sin embargo la relación entre ambos fracasa por la adicción de él a las drogas. Luego Cecilia comienza a entablar una relación con Eduardo, otro chico de clase alta, pero al ver que él solo quiere estar con ella por sexo termina dejándolo y, ya decepcionada, llega hasta la puerta de la casa de sus padres pero recapacita y decide seguir viviendo sola, finalizando así la película.

## Elenco
- Maritza Olivares ... Cecilia
- Blanca Pastor ... Mercedes
- Antonio de la Colina ... Roberto
- Margarita Isabel ... Madre de Cecilia
- Magnolia Rivas ... Rosa María
- Martha Beatriz ... Sra. Carmen
- Isabel Quintanar ... Marta
- Ana Boehringer ... Claudia
- Aida Alarcón ... Sirvienta
- Guillermo Roqueñí ... Luis
- Alfredo Saavedra ... Eduardo
- Guillermo Herrera ... Padre de Cecilia
- Manuel García ... Amante
- Jorge Maya ... Policía
- Héctor González ... Policía
- Elsa Larralde ... Señora
- Bruno Rey ... Padre de Roberto
- Flora Carreón ... Chica en la agencia de colocaciones
- Jaime Humberto Hermosillo
- Fernando Gout
- Odineta Dey
- Susana Contreras
- María de la luz Zendejas
- Jorge Rodríguez
- Ramón Puente
- Héctor Ávila
- José Fregoso
- Jesús Duarte
- Javier Ruiz
- Luis Mencos
- Benjamín Cabral
- Roberto Ortiz
- Héctor Méndez
- Francisco Hernández
- Jorge Buenfil
- Fernando Carrasco
- Carmen Bátiz
- Alicia Bárcena
- Hugo Tómez
- Luis Palacios
- Carlos Aguilar
- Baltazar Oviedo
- Alfredo Bedoya
- Jorge Mayandón

## Premios y nominaciones
- Mención Honorífica en el I Concurso Nacional de Guiones y Argumentos de la Sociedad de Escritores Cinematográficos de Radio y Televisión de México, 1970.

- Nominación para Maritza Olivares a la categoría de Mejor Actriz en el XV Premio Ariel (1973).